# NGC 1360
NGC 1360 je planetarna maglica u zviježđu Kemijskoj peći. 

## Vanjske poveznice
- SEDS: NGC 1360